# Методий I Берски
Методий (на гръцки: Μεθόδιος, Методиос) е православен духовник, митрополит на Вселенската патриаршия.

## Биография
Методий става монах в светогорския манастир Ватопед. По-късно е велик протосингел на Вселенската патриаршия. Заема митрополитския престол в Бер след прогонването на митрополит Неофит в 1490 година. Напуска катедрата преди 1506 година, тъй като в тази година се подписва като бивш Берски.